# Фукуда Кендзі
Кендзі Фукуда (яп. 福田 健二, нар. 21 жовтня 1977, Ніїхама) — японський футболіст, що грав на позиції нападника.
Виступав, зокрема, за клуб «Нагоя Грампус», а також молодіжну збірну Японії.

## Клубна кар'єра
У дорослому футболі дебютував 1996 року виступами за команду клубу «Нагоя Грампус», в якій провів п'ять сезонів, взявши участь у 114 матчах чемпіонату.  Більшість часу, проведеного у складі «Нагоя Грампус», був основним гравцем атакувальної ланки команди.
Згодом з 2001 по 2003 рік грав за «Токіо». 2004 року приєднався до складу «Вегалта Сендай», а наступні п'ять років провів в орендах, змінивши за цей період бразильський «Гуарані» (Кампінас), мексиканські «Пачука» та «Ірапуато», а також іспанські «Кастельйон», «Нумансія» і «Лас-Пальмас».
Протягом 2008–2009 років грав у Греції за «Іонікос», а 2010 року повернувся на батьківщину, ставши гравцем «Ехіме».
Завершив професійну ігрову кар'єру у гонконзькому клубі «Метро Геллері», за команду якого виступав протягом 2013—2016 років.

## Виступи за збірну
Протягом 1996–1997 років залучався до складу молодіжної збірної Японії. Брав участь у чемпіонаті світу серед молодіжних команд 1997 року. На молодіжному рівні зіграв у 8 офіційних матчах, забив 4 голи.

## Титули і досягнення
- Володар Кубка Імператора (1):

«Наґоя Ґрампус»: 1999
- Володар Суперкубка Японії (1):

«Наґоя Ґрампус»: 1996